# Signe Sivertsen
Signe Sivertsen, född 6 juni 1895 i Bergen, död 3 maj 1959 i Bergen, var en norsk tecknare och akvarellmålare. 
Sivertsen studerade konst vid Bergen Kunsthåndverkskole samt för André Lhote och Marguerite Sérusier i Paris 1921. Hon medverkade i Statens Kunstutstilling första gången 1932 och kom att medverka där några gånger. Hon var representerad i Vestlandsutstillingen 1939 med teckningen Tysk kultur anno 1938 som på begäran av den tyska konsuln plockades bort på öppningsdagen, händelsen väckte stor uppmärksamhet bland den norska kultureliten och dagspressen. Till hennes offentliga arbeten hör utsmyckningen av Telegrafbygningen i Bergen. Hennes konst består av teckningar och akvareller samt formgivning av föremål för Graveren Teglverk i Sandnes. Som illustratör illustrerade hon bland annat Waldemar Bonsels Maja-Bi og hennes eventyr 1923 och Gunvor Debes Søster og bror og en kjæreste 1930.